# Taylor Townsend (The O.C.)
Taylor Townsend (1988), gespeeld door actrice Autumn Reeser, is een personage uit de televisieserie The O.C..

## Seizoen 3
Taylor neemt Marissa Coopers sociale positie over als zij van school wordt getrapt, mede door Taylors moeder Veronica Townsend. Toch is Taylor niet populair. Ze is erg streng, wil meer bereiken dan dat ze kan en is altijd hyperactief.
Als Summer Roberts ook een sociale positie wil krijgen, krijgt ze al snel ruzie met Taylor. Toch krijgt Taylor een affaire met decaan Jack Hess en maakt via hem het leven van Summer, Seth en Ryan zuur.
Toch blijkt dat Taylor erg jaloers is op Summer. Ze heeft zelf geen vrienden en is verliefd op Summers vriendje Seth. Als Taylor Seth en Summer helpt met het terugkrijgen van Marissa op school, wordt ze langzaam maar zeker bevriend met hen. Toch wordt haar slechte band met haar moeder nu nog slechter.

## Seizoen 4
In seizoen 4 keert ze terug uit Frankrijk na een vakantie. Ze is in een gekke bui getrouwd met Fransman Henri Michel en wil niets liever dan scheiden van hem. Henri is het hier zelf niet geheel mee eens.
Bang om haar moeder te confronteren met deze informatie, woont ze nu tijdelijk bij de familie Cohen. Kirsten Cohen helpt haar het haar moeder te vertellen. Als ze dit eenmaal doet, schopt Veronica haar uit huis.
Ondertussen wil Taylor Henri wijsmaken dat ze een verhouding heeft met een andere. Ze wordt geholpen door Ryan, die haar zoent in het bijzijn van Henri's advocaat. Dan blijkt dat Taylor verliefd is op Ryan.
Ryan krijgt ondertussen slaapproblemen. Als Taylor hierachter komt, probeert ze hem te helpen om hem zo tegelijkertijd te verleiden. Uiteindelijk wordt ook Ryan verliefd op haar.
Al gauw volgt Kerstmis. Ryan is bang haar voor het diner te vragen, omdat dit betekent dat hij dan wil dat Taylor zijn vriendin is. Hij is bang dat hij te hard van stapel loopt. Taylor dringt het echter aan, maar Ryan onderneemt geen acties, waardoor Taylor het gevoel krijgt dat ze geweigerd wordt.
Het lukt Ryan niet veel later Marissa los te laten en staat nu open voor een relatie met Taylor.